# 下脘穴
下脘穴（げかんけつ）は、任脈に所属する10番目の経穴である。武道・武術では欄門穴という。

## 部位
神闕穴の上2寸にある。

## 筋肉・神経・血管
知覚神経は肋間神経前皮枝、深部に肋間動脈、上腹壁動脈、下腹壁動脈が通る。

## 名前の由来
下は胃の下側、脘は胃腑すなわち体内の空洞（胃）を意味することから名づけられた。

## 効能
脘痛、腹脹、嘔吐、しゃっくり、消化不良、腸鳴、泄瀉、腹腔内の塊などに効果がある。